# Fatemeh Sayyah
Fatemeh Rezazadeh Mahalati, dite Fatemeh Sayyah, née à Moscou en 1902  et morte à Téhéran en mars 1948, est une professeure de littérature et l'une des fondatrices du Centre des femmes du ministère de la Culture iranien. Elle est également militante des droits des femmes.
Première femme professeure d'université en Iran, elle fonde la chaire de critique littéraire de l'université de Téhéran. Son style de critique littéraire est basé sur le réalisme et le marxisme.
En outre, elle est la première femme iranienne à se voir attribuer la chaire de langue et littérature russes et la chaire professorale de littérature en langue étrangère et de littérature comparée à l'université de Téhéran.

## Biographie
Fatemeh Sayyah naît à Moscou en 1902. Son père, professeur de langue et littérature persanes à Moscou, avait immigré en Russie étant enfant.  Sa mère, d'origine allemande, a grandi en Russie. Fatemeh Sayyah termine ses études secondaires et supérieures à Moscou et obtient un doctorat en littérature européenne de la Faculté des lettres de l'université de Moscou. Le sujet de sa thèse de doctorat est : Anatole France en littérature française,.  À Moscou, elle épouse son cousin, Hamid Sayyah, dont elle divorce au bout de trois ans. Fatemeh Sayyah part en Iran avec son père en 1934 après la révolution russe,. 
En plus de la langue russe, Sayyah parle couramment le français, l'allemand, l'anglais et l'italien. En Iran, elle devient membre du congrès de Ferdowsi et enseigne le français et le russe jusqu'à ce qu'elle devienne professeure assistante à l'université de Téhéran en 1938 et professeure en 1943. Elle fonde la chaire de critique littéraire et de littérature comparée au département de littérature en langue étrangère de l'université de Téhéran, chaire dissoute après sa mort en raison de l'absence d'un successeur approprié. Le Doyen de l’Université, le professeur Ali Akbar Siâssi a ainsi déclaré : « L’Université de Téhéran a perdu l’un de ses savants professeurs. Mme le professeur Sayyâh était titulaire de la chaire de critique littéraire et de littérature russe. Puisque l’enseignement du cours de critique littéraire exige la connaissance et la maîtrise de plusieurs langues et littératures étrangères, cette chaire est difficile à tenir. Je n’ai malheureusement pas pu trouver un remplaçant à Madame Sayyâh. Ainsi, l’université est obligée d’annuler ce cours pour le moment. » En 1946, elle devient membre du premier congrès des écrivains iraniens. Certains des étudiants qu'elle a formés en tant que professeure d'université sont devenus des personnalités importantes : parmi elles Simin Daneshvar, qui a rédigé sa thèse de doctorat avec son aide. 
Fatemeh Sayyah meurt le 13 mars 1948 à l'âge de 45 ans à Téhéran des suites d'un diabète et d'une crise cardiaque. Elle est enterrée au cimetière d'Ibn Baboyé. Après sa mort, sa bibliothèque personnelle contenant plus de deux mille volumes a été donnée selon sa volonté à la bibliothèque de la faculté de littérature de l'université de Téhéran.

## Activités littéraires
Fatemeh Sayhah peut être considérée comme l'une des premiers critiques iraniennes à avoir prêté attention aux fondements de la nouvelle critique. Mohammad Dehghani, écrivain et critique littéraire, la considère comme la seule véritable critique littéraire de son temps. Fatemeh Sayyah a commencé sa carrière littéraire en Iran en écrivant des articles pour des publications culturelles et a continué à le faire jusqu'à la fin de sa vie. Elle est la première critique iranienne ayant traité de l'histoire du développement du roman et du style d'écrivains tels que Balzac, Dostoïevski, Pouchkine et Tchekhov. Elle avait une connaissance approfondie de l'écriture romanesque et des écoles littéraires[réf. souhaitée].
Membre du comité de rédaction du mensuel littéraire Payam No, Fatemeh Sayyah y publie plusieurs articles. Cependant, elle qui avait appris le farsi comme septième langue, ne le connaissait pas parfaitement et écrivait ses articles en russe avant de se les faire traduire[réf. souhaitée].
Les articles écrits par Sayyah sur l'histoire de la littérature, tels que les articles liés à Ferdowsi et Shahnameh, sont importants en termes de littérature comparée. Cependant, sa compréhension de la littérature persane ancienne d'Iran était basée sur les travaux des orientalistes, et elle ne se référait souvent pas directement aux sources persanes[réf. souhaitée].
La critique littéraire de Sayyah, sous l'influence de Belinsky et Chernyshevsky, avait une perspective historique et sociologique. Elle considérait que la mission de la littérature n'était rien d'autre que de servir le peuple et croyait que la littérature devait évoluer vers le réalisme et l'éthique. Iraj Parsinejad, historien et chercheur, considère la critique littéraire de Sayyah comme une critique littéraire marxiste et estime que sa fascination pour le réalisme lui a fait oublier l'influence du subconscient dans la création d'œuvres d'art. Parsinejad considère cette approche comme un résultat de son éducation russe.

## Féminisme
Après son arrivée en Iran, Fatemeh Sayyah rejoint le mouvement civique des femmes iraniennes, qui a commencé à partir de la période constitutionnelle avec la formation d'associations et la publication de publications féminines spéciales. Elle devient une figure de proue dans le domaine des droits des femmes et de l'amélioration de leur niveau scientifique et culturel. En 1933, en même temps que se constitue le Parti des femmes iraniennes, elle en devient membre. Ce parti est ensuite rebaptisé Conseil des femmes iraniennes. En 1936, elle est la représentante de l’Iran à Genève à la dix-septième réunion de la Société des Nations, ce qui fait d’elle la première femme iranienne à remplir une mission à l’étranger. Elle se rend en Turquie au nom du parti pour prononcer un discours, et avec l'aide d'autres femmes actives de cette époque, dont Simin Daneshvar, Zahra Khanlari et Forough Hekmat, elle publie le premier numéro du magazine du parti. Elle est également membre du Comité central de l'Organisation des femmes iraniennes et du Shir et du Soleil rouge des femmes iraniennes.
Fatemeh Sayyah est l'autrice de plusieurs articles novateurs à l'époque concernant le rôle et la place des femmes dans la littérature iranienne. Ses positions sont publiées dans une série d'articles des magazines Mehr et Iran Today, intitulée « La position des femmes dans la littérature et la société ». Elle écrit des discours sur la position des femmes dans la littérature européenne du XVIe au XXe siècle, en soulignant que le nombre de femmes écrivaines est très faible par rapport aux hommes. Selon elle, les femmes ont un fort pouvoir d'observation intérieure et sensuelle et sont donc capables d'écrire des mémoires et des biographies. Mais elles sont privées d'observation extérieure et n'ont donc pas un bilan brillant dans la représentation des scènes sociales. Selon elle, les femmes ne peuvent sortir de la sphère de leurs émotions personnelles et dessiner la situation sociale d'une nation. Selon Iraj Parsinejad, Fatemeh Sayyah pensait qu'en dehors de l'écriture, les femmes réussissaient moins bien dans les arts de la peinture, de la sculpture, de l'architecture, et même de la danse et de la musique parce qu'elles ont un esprit passif. Bien sûr, elle ne considérait pas les femmes comme inférieures aux hommes ou les hommes comme inférieurs aux femmes, mais considérait qu'il existait une différence entre les hommes et les femmes en raison du sexe.
Fatemeh Sayyah a été la première Iranienne à occuper une chaire universitaire dans le système moderne d’enseignement en Iran, ainsi que l’une des fondatrices principale de la critique littéraire moderne en Iran. Elle a également été la première femme à occuper une mission politique à l'étranger.

## Écrits
Fatemeh Sayyah a publié de nombreux articles sur la littérature européenne et aussi sur Ferdowsi, Hafez, Jamalzadeh et Hidayat dans les magazines iraniens Iroz, Payam No, Mehr et Sokhon. Les œuvres de Fatima Sayyah sont : 
- Thèse de doctorat sur Anatole France, en français
- Rédaction d'un livre russe pour le lycée à la demande du Ministère de la Culture, avec la collaboration de Mehri Ahi et Gilde Berandet (Bakou -Téhéran, 1935)[3].
- L'histoire de la littérature russe, premier volume  (posthume). Publié par Saeed Nafisi en 1344.
- Notes inachevées pour l'écriture du livre "Mesurer la littérature des langues étrangères"
- Articles écrits dans des magazines iraniens. Ces articles ont été rassemblés dans le livre Critiques et Voyages ,Téhéran, Ghatreh (1974) de Mohammad Golban.

Selon Mohammad Golban, écrivain et chercheur contemporain et auteur du recueil d'essais de Fatemeh Sayyah, après avoir écrit le premier volume du livre Histoire de la littérature russe, Fatemeh Sayyah l'a donné àcollègue chercheurs pour l'étudier et rédiger une introduction. Mais à sa mort, ce livre a été publié sous le nom d'une autre personne (Said Nafisi). Le deuxième volume du livre n'a également jamais été publié, parce que les notes de Sayyah sur d'autres grands littéraires russes n'ont jamais été retrouvées, et Saeed Nafisi n'a pas pris la peine d'écrire le deuxième volume[réf. souhaitée].